# Jonatana Napela
Jonatana Napela ou Jonathan Hawaii Napela (primeiro nome também escrito Iohatana, nome completo Napelakapuonamahanaonaleleonalani )  (11 de setembro de 1813 a 6 de agosto de 1879) foi um dos primeiros havaianos a se converter à Igreja de Jesus Cristo dos Santos dos Últimos Dias (Igreja SUD) no Havaí, juntando-se em 1851. Ele ajudou a traduzir o Livro de Mórmon para a língua havaiana, como "Ka Buke a Moramona", trabalhando com o missionário George Q. Cannon. Napela foi nomeado para servir como superintendente da colônia em Kalaupapa, Moloka ʻ, e ocupou este cargo durante vários anos. Ele e sua esposa foram juntos até lá quando ela foi diagnosticada com lepra. Enquanto estava no assentamento, ele liderou os membros da Igreja SUD e se uniu ao padre missionário católico romano, Padre Damien, para ajudar todas as pessoas do assentamento, que na maioria eram protestantes.

## Vida
Napela nascido em 11 de Setembro de 1813, filho de Hawaiʻiwaaole e Wiwiokalani; seu pai era descendente de Kuahaliulani, um dos numerosos filhos de Kekaulike, rei de Maui no início do século XVIII. Ele foi educado na Escola Lahainaluna.
Napela formado em direito. Estava servindo como juiz em Wailuku, Havaí, quando conheceu George Q. Cannon, um membro americano da Igreja SUD nascido na Grã-Bretanha que estava em uma missão no Havaí. Após a conversão de Napela à Igreja SUD em 1851, o governo forçou o juiz a renunciar seu cargo, pois a igreja era tida como suspeita.
O historiador da Igreja SUD, Andrew Jensen, disse que Napela "fez um fez uma grande contribuição missionária para a Igreja". Napela foi enviado em uma missão específica em 1853, mas, como era comum na igreja primitiva, passou muito tempo antes disso pregando o evangelho.  Sua fé inspirou outras pessoas. Em uma ocasião, Cannon e outros anciãos americanos oraram para que o tempo estivesse bom, mas, pensando que o tempo estaria ruim, foram a pé para realizar a reunião em um prédio. Napela, que estava presente nas orações e ficou surpreso com a falta de fé deles; mas eles seguiram seu exemplo e realizaram a reunião em um bosque.
Mais tarde, Cannon retornou ao Havaí para consultar os nativos sobre a tradução do Livro de Mórmon do Inglês para a língua havaiana. Começando em Janeiro de 1853, ele trabalhou com Napela na tradução, com Cannon primeiro traduzindo o texto de algumas páginas para o havaiano. Então ele discutia o significado das páginas com Napela. Então Cannon pedia a Napela que explicasse o significado da tradução para garantir que o sentido estava sendo expresso.
Napela foi um pregador vigoroso da Igreja SUD nas ilhas havaianas. Em 1857, quando o exército de Johnston se aproximou de Utah, todos os missionários americanos foram chamados para voltarem do Havaí. Anos depois, Walter M. Gibson veio para o Havaí após ter sido escolhido missionário para a Ásia por Brigham Young. Gibson corrompeu a natureza de seu chamado aos havaianos, disse-lhes que a igreja em Utah havia sido destruída e se autointitulou chefe da igreja. Ele nomeou Napela como um dos membros do Quórum dos Doze Apóstolos, com Napela servindo como presidente do quórum por dois anos. Quando Ezra T. Benson, Lorenzo Snow, Joseph F. Smith, William Cluff e Alma Smith viajaram para o Havaí para excomungar Gibson e colocar a igreja em ordem, Napela foi persuadido a abandonar Gibson e retornar ao rebanho da igreja.  Em 1866, Napela viajou para Salt Lake City, onde conheceu muitos outros líderes e membros da igreja.  Pouco tempo depois, em uma conferência no Havaí, Napela declarou aos membros reunidos da igreja que "Fomos enganados e levados pelas palavras astutas de Gibson e, portanto, quebramos os convênios sagrados que havíamos feito. Mas agora não estamos enganados; portanto, vamos renovar nossos convênios e ser fiéis."
Em 1873, a esposa de Napela, Catherine "Kitty" Keliʻikuaʻāina Richardson, foi diagnosticada com lepra. De acordo com as leis da época que exigiam quarentena para pessoas com hanseníase, ela teve que se mudar para o assentamento da Colônia de Leprosos de Kalaupapa, em Molokai, e ele a acompanhou. Sua esposa foi a única mulher mestiça de ascendência parcialmente europeia admitida na colônia naquele ano, sendo a maioria dos moradores havaianos de sangue puro.
Napela foi nomeado naquele ano pelo Conselho de Saúde como superintendente da colônia de leprosos. Ele substituiu Louis Lepart, que havia sido expulso por uma multidão no assentamento.
Napela teve problemas por não cumprir as exigências do Conselho de segregação rígida de leprosos e não leprosos no assentamento e foi substituído por William P. Ragsdale .  Durante o resto de sua vida, ele administrou os membros da Igreja SUD na colônia.  Ele morreu de lepra em 6 de Agosto de 1879.

## Legado e honras
- O Centro de Estudos Havaianos da Universidade Brigham Young–Havaí recebeu o nome de Napela.
- Em 2010, a Igreja Católica Romana presenteou o Centro Cultural Polinésio com uma placa comemorativa da colaboração de Napela com São Damião, um conhecido padre e missionário belga no assentamento de Kalaupapa. Eles cooperaram para servir o povo do assentamento.